# Madungandi
| Madungandi                         | Madungandi                                  |
| ---------------------------------- | ------------------------------------------- |
| Informații generale                |                                             |
| Nume nativ                         | Comarca Kuna de Madungandi                  |
| Țară                               | Panama                                      |
| Fondare                            | 12 ianuarie 1996                            |
| Orașe                              |                                             |
| - Capitală                         | Ipetí (792 loc.)                            |
| - Coordonate                       | 8°58′12″N 78°30′36″V / 8.97000°N 78.51000°V |
| Suprafață                          |                                             |
| - Suprafață totală                 | 2.318,0 km2                                 |
| Subdiviziuni                       |                                             |
| - Districte                        | —                                           |
| Populație                          |                                             |
| - Totală                           | 4.350                                       |
| - Densitate                        | 1,9 loc./km2                                |
| - Etnonim                          | Guna                                        |
| Fus orar                           | UTC−5                                       |
| ISO 3166-2                         | —                                           |
| Amplasarea de Madungandi în Panama |                                             |

Madungandi este un teritoriu al Republicii Panama și se află în nord-estul a țării. Teritoriu are o suprafață de 2.318,0 km2 și o populație de peste 4.000 de locuitori. În teritoriul trăiește poporul indigen Guna.
Teritoriul Madungandi a fost creat pe 12 ianuarie 1996 dintr-o parte în nord-estul al provincii Panamá. Teritoriul încă nu are statut provincial.
Pe internet se folosesc des versiunile Madugandí sau Madungandí, iar legea prin care s-a fondat teritoriul vorbește de Madungandi.

## Geografie
Teritoriul Madungandi se învecinează la nord cu teritoriul Guna Yala, la vest cu teritoriul Wargandi și la sud și la est cu provincia Panamá. Capitala este Ipetí cu o populație de circa 800 de locuitori.